# Frans Schobbe
Frans Schobbe (Heerlen, 1957) is een Nederlands auteur en cursusgever.

## Biografie
Hij studeerde aan de Pedagogische Academie in Eindhoven en was daarnaast werkzaam aan veel vrijescholen in Nederland en België. Studeerde geschiedenis gestudeerd aan de Universiteit van Utrecht. Specialisatie Klassieke oudheid en de geschiedenis van het oude Egypte. Het boek Ma'at, Normen, waarden monumenten in het oude Egypte (Zeist 2007)was het resultaat van een onderzoek naar de culturele normen en waarden in het oude Egypte. Het is een populair wetenschappelijk boek dat ook als alternatieve reisgids kan dienen. In zijn eerste twee boeken, Vier Wereldmaanden I en II, beschrijft hij de oude culturen van India, Perzië, Mesopotamië, Egypte, Griekenland, Rome en de vroege Middeleeuwen. Deze boeken zijn bedoeld als handboeken voor leraren in het basisonderwijs. Het boek Kleio's gefluister (Zeist 2004) bevat een collectie mythologische verhalen uit de oude culturen in dezelfde volgorde als de Vier Wereldmaanden.
In 2018 richtte hij de Vrije Academie voor Ouders en Opvoeders (VAVOO) op. Deze richt zich op het geven van cursussen en presentaties over pedagogische en opvoedkundige thema's voor ouders en startende leraren. In 2022 verschijnt het boek Gestructureerd samenwerken bij de VAVOO. Dit is een praktijkboek voor samenwerkend leren voor vrijeschoolleerkrachten. 

## Boeken
- Vier Wereldmaanden I (Driebergen 1996, tweede druk 2001)
- Vier Wereldmaanden II (Driebergen 1999)
- Mythen, heldendicht en verhalen, Kleio’s gefluister (Zeist 2004)
- Ma’at: normen, waarden, monumenten (Zeist 2007)
- Gestructureerd samenwerken (Nijmegen 2022)